# Rölli a lesní duch
Rölli a lesní duch (finsky Rölli ja metsänhenki) je finský fantasy film z roku 2001 režírovaný Ollim Saarelaem.

## Děj
Trol Rölli a jeho kmen žijí ve vesnici uprostřed lesa. Jednoho dne zpozorují, že na pobřeží připlula loď s elfy. Rölli sleduje a přitom se skamarádí s elfkou Milli. Ve vesnici trolů se připravují na souboj s elfy, ke kterému skutečně dojde. Při souboji Milli zemře a Röllimu je to líto. Duch lesa, ve kterém trolové žijí rozmlouvá s Röllim a nakonec Milli oživí.

## Obsazení
| Allan Tuppurainen | trol Rölli    |
| Maria Järvenhelmi | elfka Milli   |
| Peter Franzén     | vůdce vesnice |